# La Haute-Côte-Nord
Cet article possède un paronyme, voir Côtes-du-Nord.
La Haute-Côte-Nord est une municipalité régionale de comté (MRC) du Québec située dans la région administrative de la Côte-Nord au Canada.

## Géographie

### Entités territoriales
La MRC est constituée de huit municipalités locales. Son territoire inclut aussi une réserve autochtone  mais elle n'en fait pas juridiquement partie.
| Nom              | Statut                  | Population 2021 | Superficie (km2) | Densité (h/km2) | Ref. |
| ---------------- | ----------------------- | --------------- | ---------------- | --------------- | ---- |
| Colombier        | Municipalité            | 635             | 381,7            | 1,66            |      |
| Essipit          | Réserve autochtone      | 310             | 0,82             | 378,05          |      |
| Forestville      | Ville                   | 2 892           | 242,7            | 11,92           |      |
| Les Bergeronnes  | Municipalité            | 619             | 287              | 2,16            |      |
| Les Escoumins    | Municipalité            | 1 794           | 282,7            | 6,35            |      |
| Longue-Rive      | Municipalité            | 918             | 317,8            | 2,89            |      |
| Portneuf-sur-Mer | Municipalité            | 612             | 208,3            | 2,94            |      |
| Sacré-Cœur       | Municipalité            | 1 684           | 339,9            | 4,95            |      |
| Tadoussac        | Municipalité de village | 814             | 194,1            | 4,19            |      |
| Total            | Total                   | 10 278          | 12 430,9         | 0,83            |      |

## Démographie
| 1986   | 1991   | 1996   | 2001   | 2006   | 2011   | 2016   |
| ------ | ------ | ------ | ------ | ------ | ------ | ------ |
| 14 263 | 13 541 | 13 439 | 12 894 | 12 303 | 11 546 | 10 846 |